# Баррада, Абделазиз
Абделази́з Баррада́ (фр. Abdelaziz Barrada, араб. عبد العزيز برادة‎; 19 июня 1989[…], Провен — 24 октября 2024[…], Bailly-Romainvilliers) — марокканский футболист, полузащитник. Бывший игрок сборной Марокко. Участник Олимпийских игр-2012 в Лондоне.

## Клубная карьера

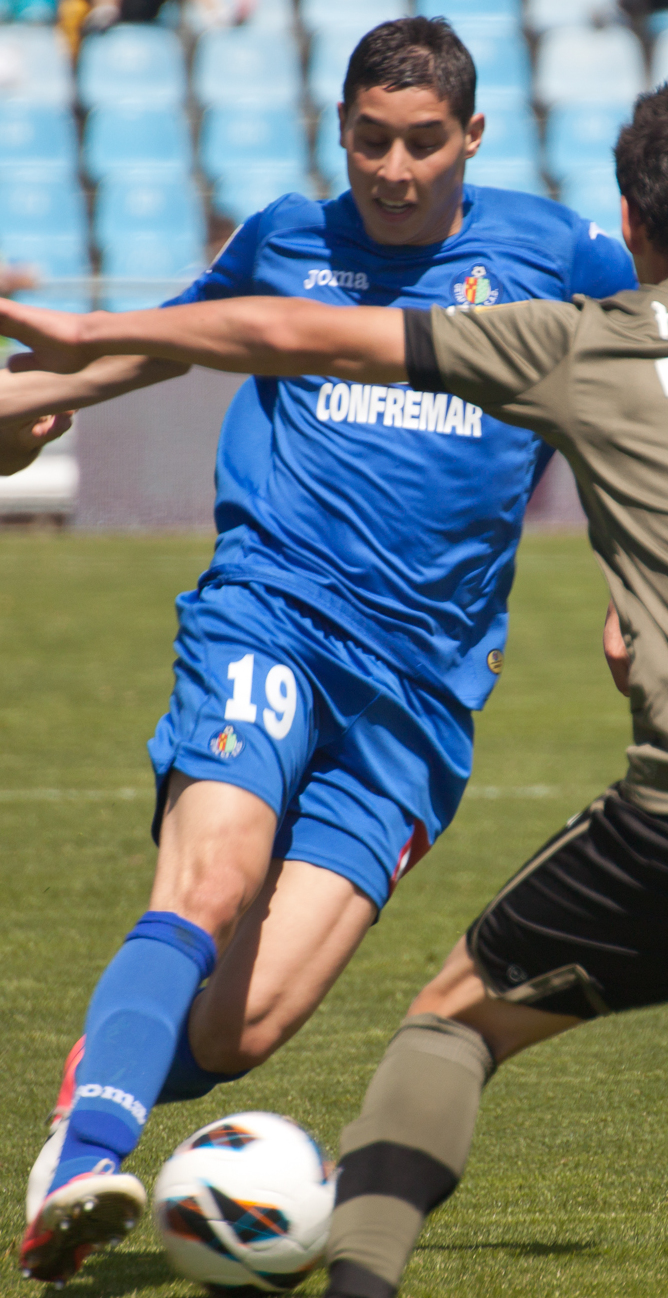
Баррада в составе «Хетафе»

Баррада воспитанник футбольной академии «Пари Сен-Жермен». В 2007 году он дебютировал за резервную команду клуба и выступал за неё на протяжении трёх лет. В 2010 году он перешёл в испанский «Хетафе», так и не дебютировав за парижан в Лиге 1. На протяжении двух сезонов Абделазиз выступал за резервную команду. 21 января 2012 года в поединке против сантандерского «Расинга» Баррада дебютировал за «Хетафе» в Ла Лиге. 7 ноября в поединке против «Атлетико Мадрид» Абделазиз забил свой первый гол за клуб и помог ему одержать сложную победу. В своём первом сезоне Баррада завоевал место основного полузащитника команды.
Летом 2013 года он перешёл в эмиратскую «Аль-Джазиру». Сумма трансфера составила 10 млн евро. 15 сентября в матче против «Аль-Шааба» Абделазиз дебютировал в чемпионате ОАЭ. 26 сентября в поединке против «Аш-Шабаб» Баррада сделал дубль, забив свои первые голы за «Аль-Джазиру».
10 августа 2014 года он перешёл за 4,5 млн евро во французский «Марсель», подписав с клубом контракт на четыре года. 23 августа в матче против «Генгама» Абделазиз дебютировал в Лиге 1, заменив во втором тайме Димитри Пайета. Спустя неделю в поединке против «Ниццы» Баррада забил свой первый гол за «Марсель».
Летом 2016 года он вернулся в ОАЭ, согласовав условия трёхлетнего контракта с клубом «Аль-Наср». 18 сентября в матче против «Аль-Зафра» он дебютировал за новую команду. В этом же поединке Абделазиз забил свой первый гол за «Ан-Наср». Летом 2018 года Баррада перешёл в турецкий «Антальяспор». 16 сентября в матче против «Истанбул Башакшехир» он дебютировал в турецкой Суперлиге.

## Международная карьера
В 2012 году в составе олимпийской сборной Марокко Баррада принял участие в Олимпийских играх в Лондоне. На турнире он сыграл в матчах против команд Испании, Японии, а в поединке против Гондураса забил гол.
19 февраля 2012 года в поединке против сборной Буркина-Фасо Абделазиз дебютировал за сборную Марокко. 13 октября 2012 в поединке отборочного турнира Кубка Африки против сборной Мозамбика он забил свой первый мяч за национальную команду.
В 2013 году Баррада принял участие в Кубке Африки. На турнире он сыграл в матчах против сборных ЮАР, Кабо-Верде и Анголы.

### Голы за сборную Марокко
| #   | Дата            | Место                        | Противник    | Счёт | Результат | Соревнование                              |
| --- | --------------- | ---------------------------- | ------------ | ---- | --------- | ----------------------------------------- |
| 01. | 13 октября 2012 | Марракеш, Марракеш, Марокко  | Мозамбик     | 1:0  | 4:0       | Кубок африканских наций 2013 квалификация |
| 01. | 15 июня 2013    | Марракеш, Марракеш, Марокко  | Гамбия       | 1:0  | 2:0       | Чемпионат мира 2014 квалификация          |
| 01. | 14 августа 2013 | Ибн Батоута, Танжер, Марокко | Буркина-Фасо | 1:2  | 1:2       | Товарищеский матч                         |
| 01. | 7 сентября 2014 | Марракеш, Марракеш, Марокко  | Ливия        | 2:0  | 3:0       | Товарищеский матч                         |

## Смерть
Баррада умер от сердечного приступа 24 октября 2024 года в возрасте 35 лет.